# Aaron Canavan
Aaron Canavan (* 10. August 1975) ist ein Snookerspieler aus Jersey, der vereinzelt auch im English Billiards und Poolbillard in Erscheinung trat. Er gewann vierzehnmal die Snooker-Meisterschaft von Jersey und zwölfmal die Channel Islands Snooker Championship. International siegte er bei der World Seniors Championship 2018.

## Karriere
Canavan kommt ursprünglich aus Durham in England. Bereits im Alter von 7 Jahren spielte Canavan erstmals Snooker. Trotz eines vorhandenen Talents gab er das Spiel nach einiger Zeit aufgrund familiärer Umstände zunächst auf. Erst im Alter von 26 Jahren nahm er das Snooker spielen wieder auf und beteiligte sich nach und nach immer mehr auf dem Snooker-Zirkus seiner Insel. Beruflich arbeitete er auch in den folgenden Jahren als Oldtimerhändler. 2008 gewann Canavan erstmals die Snooker-Meisterschaft von Jersey. Auch die Channel Islands Snooker Championship gewann er gegen den Meister von Guernsey. Im selben Jahr nahm er an der Europameisterschaft im 8-Ball teil, schied aber in der Runde der letzten 64 aus. Ebenfalls im selben Jahr durfte er dank einer Wildcard an einem auf Jersey stattfindenden Turnier der World Series of Snooker 2008/09 teilnehmen, verlor aber gegen John Higgins sein Auftaktspiel. Ein Jahr später unterlag er Gary Britton im Finale der Meisterschaft von Jersey.
Mit dem Jahr 2010 begann Canavans Dominanz in den Kanalinseln: Bis einschließlich 2014 gewann er jährlich die Meisterschaft von Jersey als auch die Channel Islands Championship. Obwohl er das English Billiards nur am Rande verfolgte, erreichte er 2014 auch das Finale der English-Billiards-Meisterschaft von Jersey, verlor dann aber gegen David Brabiner. Brabiner war es auch, der ein Jahr später im Finale der Snooker-Meisterschaft von Jersey Canavans Siegesserie ein Ende setzte. 2016 und 2017 war es aber wieder Canavan, der Meister von Jersey und der Kanalinseln wurde.
Danach pausierte er ein Jahr, in dem er dafür die World Seniors Championship 2018 gewinnen konnte, die Senioren-Weltmeisterschaft der World Seniors Tour. Im Turnierverlauf hatte er bereits Ex-Profi-Weltmeister Dennis Taylor besiegt, im Finale gewann er dann mit 4:3 gegen Patrick Wallace. Dieser überraschende Turniersieg machte es möglich, dass Canavan auch an der Qualifikation der Snookerweltmeisterschaft 2018 teilnehmen konnte, er verlor aber bereits sein Auftaktspiel. Zu diesem Zeitpunkt war er neben seinen Erfolgen als Einzelspieler auch Kapitän des Snooker-Teams seiner Insel (sozusagen der „Nationalmannschaft“). Auf Jersey meldete er sich 2019 mit dem Gewinn des Vize-Meistertitels zurück. Ab 2020 folgten sechs weitere Meistertitel im Snooker und 2022 sein erster Titel im English Billiards.
Währenddessen wurde Canavan ein regelmäßiger Teilnehmer der Events der Seniors Tour. So nahm er auch 2019 und 2020 an der World Seniors Championship teil und erreichte jeweils das Viertelfinale. Während einer Trainingspartie gegen Tony Knowles im Rahmen der Ausgabe 2019 gelang ihm ein Maximum Break. Bei der Ausgabe 2020 unterlag er dabei dem siebenfachen Profi-Weltmeister Stephen Hendry. Mit diesem im Crucible Theatre stattfindenden Spiel gegen Hendry sei für ihn ein Kindheitstraum in Erfüllung gegangen, sagte Canavan später. 2019 erreichte er bei der Senioren-Weltmeisterschaft im Six-Red-Snooker ein weiteres Endspiel auf der Seniorentour, unterlag aber Jimmy White. Für einige Zeit führte er auch die Weltrangliste der Seniorentour an.

## Spielweise
Canavan wird als talentierter Spieler beschrieben, der sich selbst von hochkarätigen Gegnern unbeeindruckt zeigt und nervenstark ist.

## Erfolge
| Ausgang         | Jahr | Turnier                                            | Finalgegner        | Ergebnis  |
| --------------- | ---- | -------------------------------------------------- | ------------------ | --------- |
| Amateurturniere |      |                                                    |                    |           |
| Sieger          | 2008 | Snooker-Meisterschaft von Jersey                   | unbekannt          | unbekannt |
| Sieger          | 2008 | Channel Islands Snooker Championship               | Adam Shorto        | 4:1       |
| Zweiter         | 2009 | Snooker-Meisterschaft von Jersey                   | Gary Britton       | 3:4       |
| Sieger          | 2010 | Snooker-Meisterschaft von Jersey                   | Chris Alexander    | 4:0       |
| Sieger          | 2010 | Channel Islands Snooker Championship               | Martyn Desperques  | 4:1       |
| Sieger          | 2011 | Snooker-Meisterschaft von Jersey                   | Ross Symes         | 4:2       |
| Sieger          | 2011 | Channel Islands Snooker Championship               | Adrien Holley      | 4:1       |
| Sieger          | 2012 | Snooker-Meisterschaft von Jersey                   | unbekannt          | unbekannt |
| Sieger          | 2012 | Channel Islands Snooker Championship               | Martyn Desperques  | 4:0       |
| Sieger          | 2013 | Snooker-Meisterschaft von Jersey                   | Gary Britton       | 4:2       |
| Sieger          | 2013 | Channel Islands Snooker Championship               | Adam Shorto        | 4:2       |
| Sieger          | 2014 | Snooker-Meisterschaft von Jersey                   | David Brabiner     | 4:1       |
| Zweiter         | 2014 | English-Billiards-Meisterschaft von Jersey         | David Brabiner     | 337:500   |
| Sieger          | 2014 | Channel Islands Snooker Championship               | Martyn Desperques  | 5:4       |
| Zweiter         | 2015 | Snooker-Meisterschaft von Jersey                   | David Brabiner     | 1:4       |
| Sieger          | 2016 | Snooker-Meisterschaft von Jersey                   | David Brabiner     | 4:2       |
| Sieger          | 2016 | Channel Islands Snooker Championship               | Glenn le Provost   | 5:0       |
| Sieger          | 2017 | Snooker-Meisterschaft von Jersey                   | Ross Symes         | 4:0       |
| Sieger          | 2017 | Channel Islands Snooker Championship               | Martyn Desperques  | 5:4       |
| Sieger          | 2018 | World Seniors Championship                         | Patrick Wallace    | 4:3       |
| Zweiter         | 2019 | 6-Red World Seniors Championship                   | Jimmy White        | 2:4       |
| Zweiter         | 2019 | Snooker-Meisterschaft von Jersey                   | Gary Britton       | 3:4       |
| Sieger          | 2020 | Snooker-Meisterschaft von Jersey                   | Gary Britton       | 4:3       |
| Zweiter         | 2020 | Qualifikationsturnier für die Seniors British Open | Michael Judge      | 2:4       |
| Sieger          | 2021 | Snooker-Meisterschaft von Jersey                   | Ross Symes         | 4:0       |
| Sieger          | 2022 | Snooker-Meisterschaft von Jersey                   | Jeremy Gogan       | 4:0       |
| Sieger          | 2022 | English-Billiards-Meisterschaft von Jersey         | Richard de la Haye | 500:229   |
| Sieger          | 2022 | Channel Islands Snooker Championship               | Martyn Desperques  | 5:3       |
| Zweiter         | 2022 | Channel Islands English Billiards Championship     | Martyn Desperques  | 345:500   |
| Sieger          | 2023 | Snooker-Meisterschaft von Jersey                   | Karl Le Fevre      | 5:0       |
| Sieger          | 2023 | Channel Islands Snooker Championship               | Adam Shorto        | 5:4       |
| Sieger          | 2024 | Snooker-Meisterschaft von Jersey                   | Karl Le Fevre      | 4:0       |
| Sieger          | 2024 | Channel Islands Snooker Championship               | Adam Shorto        | 5:4       |
| Sieger          | 2025 | Snooker-Meisterschaft von Jersey                   | Karl Le Fevre      | 4:0       |
| Sieger          | 2025 | Channel Islands Snooker Championship               | Paul Le Sauvage    | 5:0       |